# Verraco de Villaviciosa
El verraco de Villaviciosa es una estructura zoomorfa, tallada en piedra, de origen vetón, sin cabeza, que representa a un toro o a un cerdo, sita en una plaza junto al castillo de la localidad homónima, perteneciente al municipio español de Solosancho (provincia de Ávila, Castilla y León). Su lugar de procedencia original es el yacimiento arqueológico de Ulaca, también dentro del término municipal. Mide 1,62 metros de longitud.